# Зофия Любомирска
Зо̀фия Любомѝрска, с родово име Крашѝнска, (на полски: Zofia Lubomirska) е полска шляхтичка, княгиня, земевладелка, краковска кастеланка.

## Биография
Родена е през 1718 година в семейството на Сальомеа (с родово име Тшчинска) и Александер Крашински. Сключва брак с Ян Тарло, сандомежки войвода. След смъртта му през 1750 година наследява селището Ополе Любелске и няколко имота в Люблинско войводство. През 1752 година получава в наследство от Блажей Крашински селището Добромил (впоследствие го заменя за селищата Медика, Рохатин и Верхрата). През 1754 година се омъжва за люблинския войвода Антони Любомирски, господар на град Пшеворск. Подкрепя активно Барската конфедерация (1768 – 1772). Смята се че има принос за развитието на текстилната индустрия в Пшеворск и финансира работата на занаятчийското училище в града. Със съпруга си подпомагат изграждането на манастира на сестрите викентинки.През 1781 година приема в Ополе Любелске великия княз Павел. В 1787 година я посещава крал Станислав Август Понятовски.
Зофия Любомирска умира на 27 октомври 1790 година във Варшава.